# Bartolomeo Cesi (Pintor)

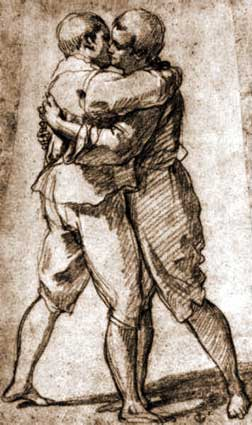
Bartolomeo Cesi, Dois homens se beijando, descalços, em Florença, Galleria degli Uffizi, 1600.

Bartolomeo Cesi (Bolonha, 16 de Agosto de 1556 - Bolonha, 11 de Julho de 1629) foi um pintor barroco da época da Escola de Bolonha. 
Filho de uma família abastada de Bolonha, Itália, Bartolomeo Cesi foi instruido por Giovanni Francesco Bezzo (il Nosadella). 
Em Bolonha, ele contribuiu com suas obras produzidas e dedicadas especialmente à Catedral Duomo de Bolonha, Santo Stafano de Bolonha, e à Basílica de São Domenico. 
Ele também colaborou com Ludovico Carracci e Prospero Fontana em outros projetos artísticos. 
A sua sobriedade piedosa foi muito influenciada por sua amizade com o cardeal Gabriele Paleotti de Bologna. A biografia de Bartolomeo Cesi está contida na obra Felsina Pittrice de Carlo Cesare Malvasia. 